# Axel Fredrik Cronstedt
Cet article concerne le chimiste de 1722-1765. Pour le militaire de 1749-1836, voir Johan Adam Cronstedt.
Le baron Axel Fredrik Cronstedt (né le 23 décembre 1722 à Ströpsta, Södermanland, Suède, mort le 19 août 1765  à Säter) est un chimiste suédois.

## Biographie
Il a comme maître Georg Brandt, le découvreur du cobalt.
En 1821, la cronstedtite est nommée en son honneur par le minéralogiste Steinman.

## Contributions
On doit à Cronstedt un procédé expérimental d'analyse de la composition des minéraux. Il systématise l'usage du soufflet à bouche et lui donne sa forme de chalumeau. Les minéraux soumis à la chaleur du soufflet donnent, par la couleur de la flamme, par la nature des gaz qui s'échappent, par les oxydes ou les substances métalliques qui subsistent, des informations sur leur nature. Le soufflet à bouche reste, pendant un siècle, un outil important d'analyse chimique.
Cronstedt pense que ces informations sont suffisantes pour classifier les minéraux, non seulement selon leur apparence, mais aussi selon leur structure chimique. Il publie sa découverte en 1758 et son ouvrage, traduit dans plusieurs langues, fait époque.
Cronstedt découvre le nickel en 1751. Il le décrit comme « le cuivre du diable ».
En 1756, il décrit la première zéolithe, à partir de la stilbite, qui sera décrite par René Just Haüy. Il reconnaît les zéolithes comme une nouvelle classe de minerais constituée d'aluminosilicates hydratés et de terres alcalines. Cronstedt l'appelle « zéolithe », à cause de son caractère intumescent quand ce minéral est chauffé par une flamme de chalumeau.

## Œuvres (liste partielle)
- Forsök til mineralogie, eller Mineral-Riketes Upställning, 1758 — Publié d'abord anonymement[1]
  - Essai d'une nouvelle minéralogie, 1771